# Csilla Barath Bastaić
Csilla Barath Bastaić (Zagreb, 30. kolovoza 1981.) je hrvatska filmska, televizijska i kazališna glumica i bivša TV voditeljica.

## Životopis

### Karijera
Csilla je rođena u Zagrebu. Po ocu je mađarskog podrijetla. Interes za glumu je oduvijek pokazivala. Nakon Klasične gimnazije u kojoj je bila članice dramske grupe odlučuje upisati glumačku akademiju, te 2005. godine diplomira na Akademiji dramskih umjetnosti u Zagrebu. Nakon par voditeljskih uloga, hrvatskoj publici se predstavlja kao studentica Marina u prvoj hrvatskoj telenoveli "Villa Maria". Nakon završetka snimanja "Vile", dobila je sporednu ulogu tračerske recepcionistice Željke Bajs u humorističnoj seriji "Bumerang". Paralelno s pojavljivanjem na televiziji radi i na brojim kazališnim produkcijama diljem zemlje. Snimila je brojne kratke filmove te nekolicinu dugometražnih.

## Filmografija

### Televizijske uloge
- "Sjene prošlosti" kao Ela Sabljak (2024. - 2025.)
- "Minus i plus" kao profesorica Krmpotić (2021.)
- "Dar mar" kao Vesna Horvat (2021.)
- "Dnevnik velikog Perice" kao Željka Šafranek (2021.)
- "Čista ljubav" kao Dina Barić (2017. – 2018.)
- "Kud puklo da puklo" kao Doris Šuker (2015.)
- "Mjesto zločina" kao inspektorica Ivana Peršić (2014.)
- "Počivali u miru" kao Davorka Gulović (2013.)
- "Loza" kao Sandra (2011. – 2012.)
- "Pod sretnom zvijezdom" kao Vlasta Dedić (2011.)
- "Mamutica" kao Tanja (2010.)
- "Dolina sunca" kao Lada (2009. – 2010.)
- "Moja 3 zida" kao Csilla (2009.)
- "Zakon!" kao Milica (2009.)
- "Bumerang" kao Željka Bajs (2005. – 2006.)
- "Villa Maria" kao Marina Perčin (2004. – 2005.)

### Voditeljske uloge
- "Bljeskalica" kao voditeljica TV showa (2003. – 2004.)
- "Gradski ritam" kao voditeljica glazbene emisije (2003.)
- "Playbox" kao voditeljica (2001. – 2002.)

### Filmske uloge
- "Po tamburi" kao žena lokalnog moćnika (2021.)
- "Čuvaj me s leđa 2" kao Bryceova mama (2021.)
- "Transmania" (2016.)
- "Ko te šiša" kao Lili #1 (2016.) - pilot film
- "Zbog tebe" kao djevojka (2016.)
- "AB Negative" kao žena (2015.)
- "Nije sve u lovi" kao tajnica Mirjana (2013.)
- "Djeca jeseni" kao Biljana Ćos (2013.)
- "Ivo" kao plesačica (2012.)
- "Sonja i bik" kao Nika Pofuk (2012.)
- "7 seX 7" kao Hana (2011.)
- "Jedan" (2011.)
- "Muhe idu na slatko" kao Antonia (2009.)
- "Zapamtite Vukovar" kao novinarka (2008.)
- "Kino Lika" kao Zagrepčanka (2008.)
- "Žena mušketir" (La Femme Musketeer) kao Sonia (2004.)
- "Ispod crte" kao Nina (2003.)

### Kazališne uloge
- 2002. Odon Von Horvat: Don Juan se vraća iz rata, režija: Želimir Mesarić, HNK Varaždin, uloga: Gretl
- 2002. Jacint Benavent: Povezani interesi, režija: Vito Taufer, Dubrovačke ljetne igre, uloga: Labara
- 2002. Tilla Durieux: Tilina kutija, režija: Dubravka Crnojević-Carić, ZKM, uloga: Boža
- 2003. Zlatko Krilić: Zlatna punica, režija: Željko Duvnjak, Epilog teatar, uloga: Ana
- 2003. Tatjana Šuput: Izložba, režija: Robert Raponja, Epilog teatar, uloga: Mara
- 2003. Nataša Rajković/Bobo Jelčić: Radionica za pričanje, šetanje i izmišljanje, režija: Nataša Rajković/Bobo Jelčić, Dubrovačke ljetne igre, uloga: Pripovjedač
- 2004. Filip Nola: Palačinke, režija: Filip Nola, ZKM, uloga: Lana
- 2005. Ivan Vidić: Groznica, režija: Joško Ševo, KUFER, uloga: Klara
- 2006. Ulrich Hub: Pingvini ne znaju ispeći kolač sa sirom, režija: Damir Mađarić, DK Dubrava, uloga: Kokoš
- 2006. Gordana Ostović: Slijepe ulice, režija: Ivica Šimić, Mala scena, uloga: Ona
- 2007. Hristo Bojčev: Orkestar Titanik, režija: Dino Mustafić, INK, uloga: Ljupka (alternacija Lucije Šerbedžije)
- 2007. Raffy Shart: Moja žena zove se Maurice, režija: Zijah Sokolović, Kerempuh, uloga: Catherine
- 2007. Kristo Šagor: Zabranjeno za mlađe od 16, režija: Ivica Šimić, Mala scena
- 2007. William Shakespeare: Othello, režija: Diego De Brea, HNK Ivana pl. Zajca, uloga: Desdemona
- 2008. Milivoj Matošec: Strah u Ulici lipa, režija: Oliver Frljić, GK Žar ptica
- 2008. Jonathan Swift: Gulliverova putovanja, režija: Oliver Frljić, ZKM
- 2009. Rona Munro: Željezo, režija: Maja Šimić, HKK Zadar, uloga: Josie
- 2010. Irena Čurik: Disleksija, režija: Irena Čurik, Teatar &TD
- 2011. Miran Kurspahić/Rona Žulj: Lijepa naša, režija: Miran Kurspahić, Teatar &TD

### Sinkronizacija
- "Nesavršeni robot Ron" kao Bara (2021.)
- "Everest: Mladi jeti" kao Mei (2019.)
- "Moja čudovišna obitelj" kao glava modela (2017.)
- "DI-GATA" kao Meli

## Nagrade
- 2004. Nagrada Zlatni lav za najbolju ulogu u predstavi Groznica, 5. Međunarodni festival komornog teatra.
- 2007. Nagrada Ivo Fici za najbolju mladu glumicu za ulogu One u predstavi Slijepe ulice, kazališta Mala scena na 14. festivalu glumca u Vinkovcima

## Vanjske poveznice
- Csilla Barath Bastaić u internetskoj bazi filmova IMDb-u (engl.)